# Архангельская церковь (Соликамск)
Церковь Архангела Михаила — недействующий православный храм в городе Соликамске Пермского края, памятник архитектуры начала XVIII века. Наряду с церковью Спаса Нерукотворного Образа, — одна из двух сохранившихся церквей ансамбля, расположенного на месте бывшего городского кремля.

## Расположение
Летняя Спасская и зимняя Архангельская церкви расположены в историческом центре города в месте, где в древности располагался деревянный городской кремль, в пределах которого были деревянные же храмы. К моменту строительства кирпичных храмов центр города уже сместился к востоку и располагался в районе Троицкого собора. Особенность рельефа города в том, что он располагался на склоне, спускающемся к реке Усолке, поэтому даже городской кремль находился не на возвышенности, а на склоне, но между двух оврагов, прорезавших этот холм. В настоящее время эти овраги сгладились и малозаметны. Во время постройки эти церкви, видимо, играли существенную роль в облике города, но в настоящее время их обзор сильно затруднён современной застройкой.

## История

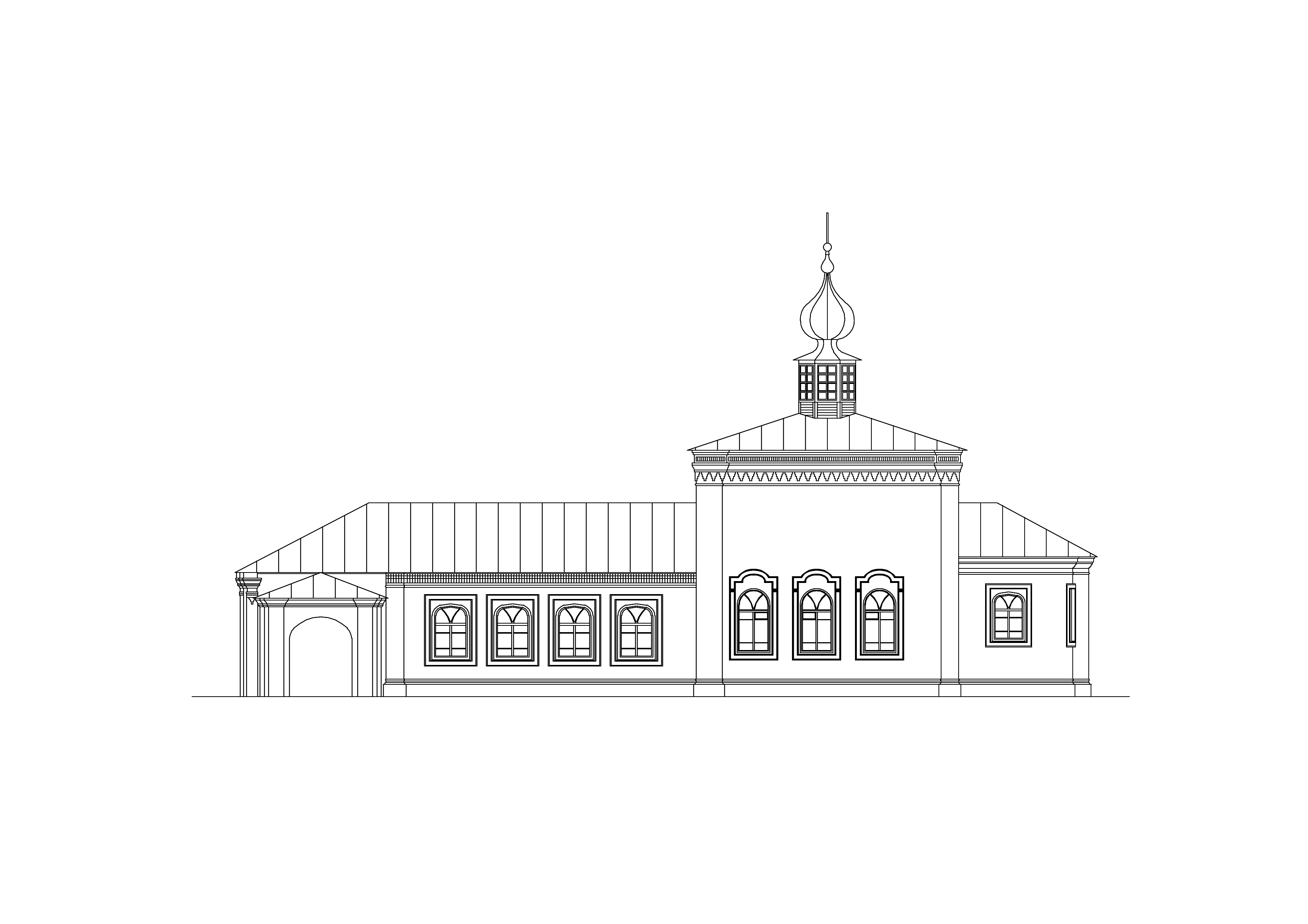
Чертёж Архангельской церкви. Векторная графика PDF.

Деревянные укрепления и стоявшие здесь ранее храмы были уничтожены пожаром в 1672 году. В это время город переживал период экономического подъёма, поэтому на месте сгоревшего города были воздвигнуты кирпичные храмы. Первым в 1689—1691 годах был выстроен летний Спасский храм. Тёплая церковь Михаила Архангела расположена в непосредственной близости от неё на месте сгоревшей в 1712 году церкви. Храм освящен в 1725 году. В 1733 году была построена общая для двух храмов колокольня, которая не сохранилась. В 1768 году был освящён придел во имя Симеона Столпника. Первоначальная архитектура храма сильно искажена последующими перестройками.